# استبدال العملة

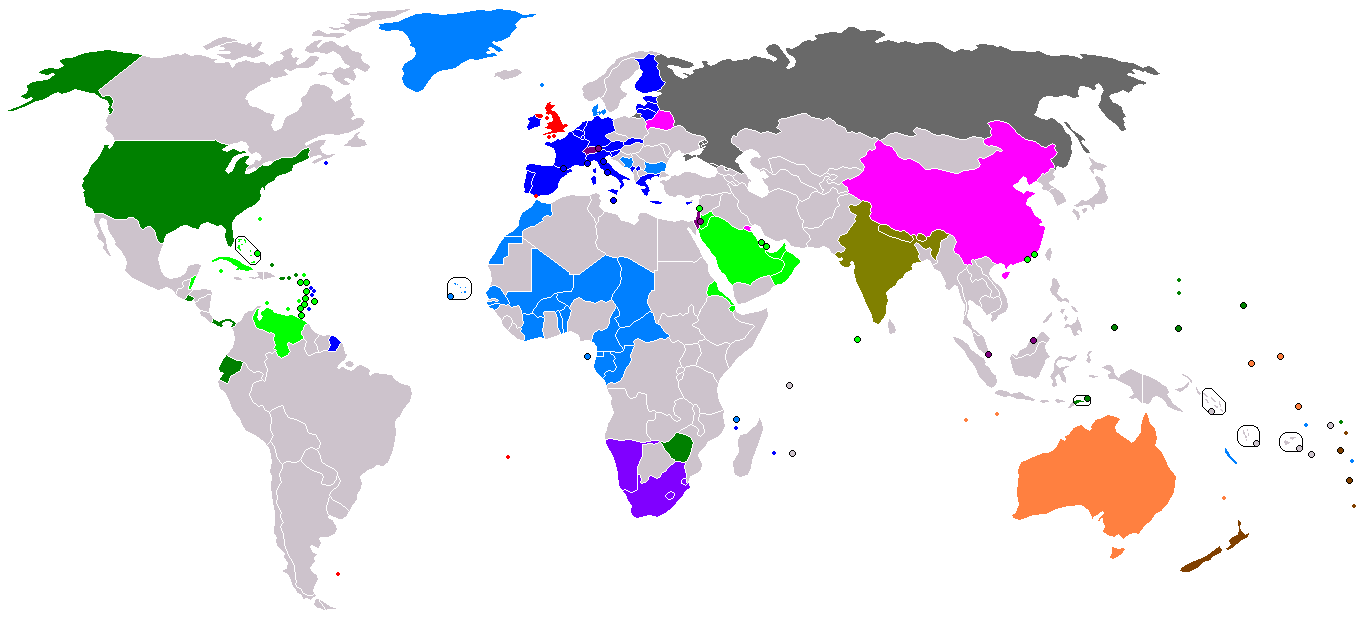
الإستخدام الرسمي العالمي للعملات الأجنبية.
مستخدمو الدولار الأمريكي, من ضمنها الولايات المتحدة
عملات مرتبطة بالدولار الأمريكي
مستخدمو يورو, من ضمنها منطقة اليورو
عملات مرتبطة باليورو
مستخدمو دولار استرالي, بضمنها أستراليا
مستخدمو و مستبدلو روبية هندية, بضمنهم الهند
مستخدمو دولار نيوزيلندي, بضمنهم نيوزلندا
مستخدمو ومستبدلو جنيه إسترليني, بضمنهم المملكة المتحدة
مستخدمو روبل روسي, بضمنهم روسيا ومناطق أخرى
مستخدمو راند جنوب أفريقي, بضمنهم جنوب أفريقيا
مستبدلوا عملات أخرى
ثلاثة حالات تستخدم فيها دولة عملة دولة جيرانها أو تدعمها بها

استبدال العُملة أو الدولرة dollarization هو استخدام عملة أجنبية بالتوازي مع أو بدلاً عن العملة المحلية.
يمكن أن يكون استبدال العملة كليًا أو جزئيًا. فمعظم، إن لم يكن كل استبدال عملة بالكامل قد حدث بعد أزمة اقتصادية كبيرة، على سبيل المثال، الإكوادور والسلفادور في أمريكا اللاتينية وزيمبابوي في أفريقيا. بعض الاقتصادات الصغيرة، التي من غير العملي بالنسبة لها الاحتفاظ بعملة مستقلة، تستخدم العملة الخاصة بجيرانها الأكبر ؛ على سبيل المثال تستخدم ليختنشتاين الفرنك السويسري .
يحدث الاستبدال الجزئي للعملة عندما يختار سكان البلد الاحتفاظ بحصة كبيرة من أصولهم المالية المقومة بعملات أجنبية. يمكن أن يحدث أيضًا كتحويل تدريجي إلى استبدال العملة بالكامل، على سبيل المثال، كانت كل من الأرجنتين وبيرو بصدد التحول إلى الدولار الأمريكي خلال التسعينيات.

## التسمية
لا تعني «الدولرة» ، عند الإشارة إلى استبدال العملة، بالضرورة استخدام دولار الولايات المتحدة فقط .  فالعملات المستخدمة كبدائل قد تكون كالدولار الأمريكي واليورو والدولار الأسترالي .

### أعمال مقتبس منها
- Savastano، Miguel (1996). "Dollarization in Latin America: Recent Evidence and Some Policy Issues". IMF Working Paper. WP/96/4. SSRN:882905.
- Yeyati، Eduardo (2003). Dollarization. Massachusetts Institute of Technology.